# シエナ・ウェスト
シエナ・ウェスト（Sienna West, 1977年11月6日 - ）は、アメリカ合衆国のポルノ女優。カリフォルニア州ロサンゼルス出身。

## 経歴
2006年、29歳の時にポルノ業界に入り、2013年に結婚してコロラド州デンバーに新居を構え、引退した。
現在は離婚し、プライベートで結婚相談所を行っている。その後、2020年に業界復帰を発表した。
SiennaはMILF女優として活躍し、アナルセックスや異人種間セックスをすることで有名になった。

## 受賞歴
| 年   | 賞                     | 部門                              | 候補        | 結果       | Ref   |
| ---- | ---------------------- | --------------------------------- | ----------- | ---------- | ----- |
| 2007 | Adam Film World Awards | MILF of the Year                  | Sienna West | 受賞       | [ 1 ] |
| 2008 | CAVR Awards            | MILF of the Year                  | Sienna West | ノミネート | [ 2 ] |
| 2009 | AVNアワード            | MILF/Cougar Performer of the Year | Sienna West | ノミネート | [ 3 ] |